# Uniw
Uniw (ukrainisch Унів; russisch Унив, polnisch Uniów) ist ein Dorf in der ukrainischen Oblast Lwiw mit etwa 450 Einwohnern (2004).

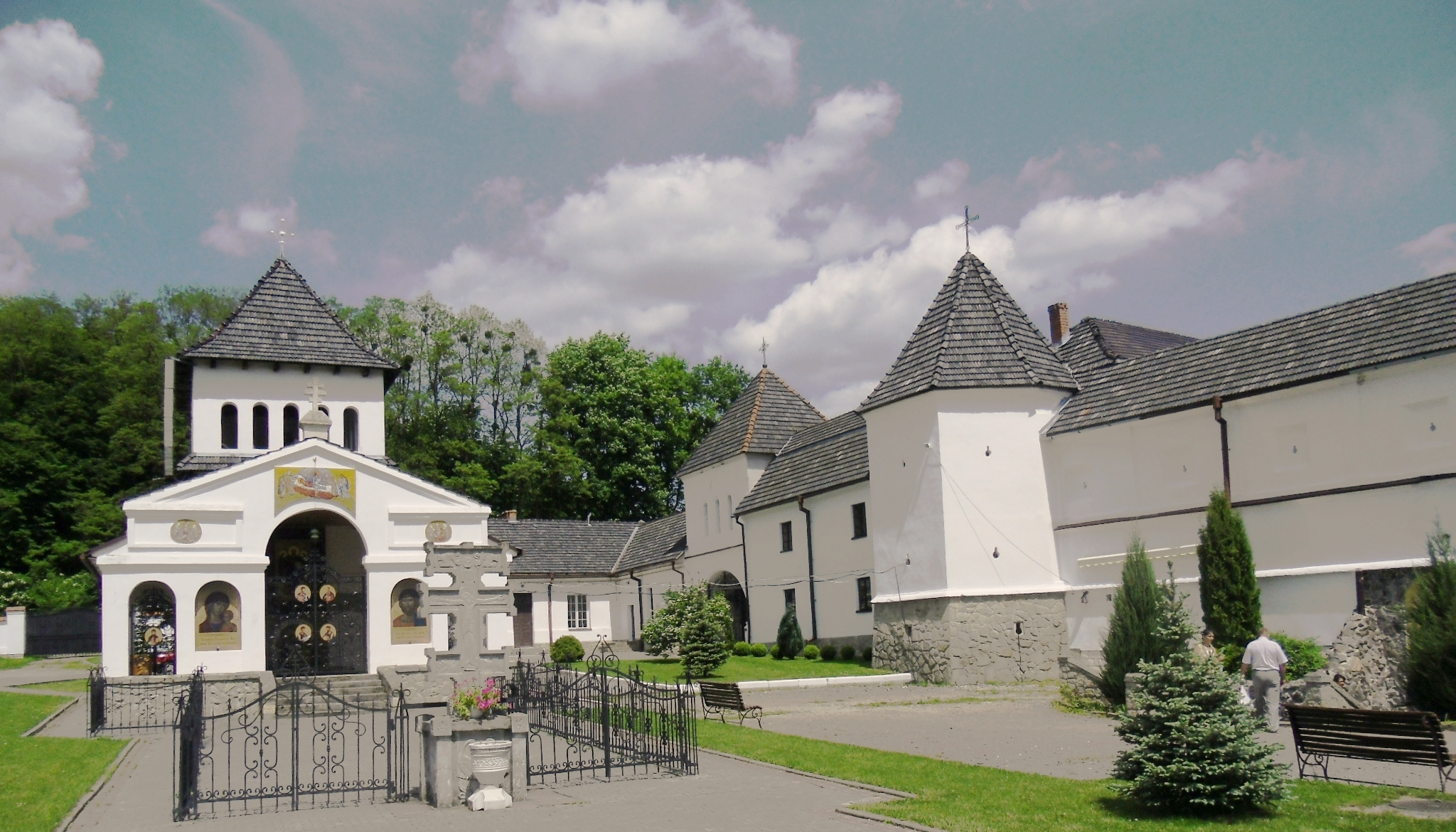
Das Mariä-Entschlafens-Kloster in Uniw

Das Dorf wurde 1946 in Mischhirja (Міжгір'я) umbenannt und am 15. Mai 2003 wieder auf seinen heutigen Namen zurückbenannt.
Am 12. Juni 2020 wurde das Dorf ein Teil der neu gegründeten Stadtgemeinde Peremyschljany im Rajon Lwiw, bis dahin gehörte es administrativ zur Landratsgemeinde Korosne (Коросне) im Rajon Peremyschljany.
Uniw liegt 7 km nördlich vom Rajonzentrum Peremyschljany am Ufer der Hnyla Lypa, einem linken Nebenfluss des Dnister, sowie an der Territorialstraße T–18–06.
Im Norden der Ortschaft befindet sich mit dem Mariä-Entschlafens-Kloster der Ukrainischen griechisch-katholischen Kirche das einstmals wichtigste Kloster Galiziens.